# Lasianthus gardneri
Espèce
Synonymes
- Mephitidia gardneri Thwaites[1]
- Nonatelia gardneri (Thwaites) Kuntze[1]

Statut de conservation UICN

 VU B1+2c : Vulnérable
Lasianthus gardneri est une espèce de plantes de la famille des Rubiaceae.

## Publication originale
- The Flora of British India 3: 186. 1880.